# Calycellina ochracea
Calycellina ochracea är en svampart som först beskrevs av Grelet & Croz., och fick sitt nu gällande namn av Dennis 1962. Calycellina ochracea ingår i släktet Calycellina och familjen Hyaloscyphaceae.   Inga underarter finns listade i Catalogue of Life.